# Luka Peroš
Luka Peròš (Zagreb, 28 d'octubre de 1976) és un actor croat, conegut principalment pel seu paper de Marsella en la sèrie espanyola La casa de papel.

## Biografia
Va néixer a Zagreg en 1976, quan Croàcia formava part de la RFS de Iugoslàvia. El seu pare era enginyer petroquímic, la qual cosa va portar a la família a viure primer a Àustria, després a Abu Dhabi i finalment als Estats Units, on Luka es va establir amb divuit anys per estudiar interpretació a Boston, Los Angeles i Nova York.
Va tornar a Croàcia a finals dels 90, on va treballar com a actor en diversos projectes de cinema, televisió i teatre; també va treballar com a actor de veu en nombroses sèries d'animació i al teatre de titelles de Zagreb.
A partir de l'any 2010 s'estableix a Barcelona i participa en produccions com a Mar de plástico, El incidente, o El fotògraf de Mauthausen (2018).
L'any 2019 va incorporar-se a l'equip de La casa de papel, en la seva tercera temporada, per interpretar al personatge Marsella.

## Filmografia (selecció)

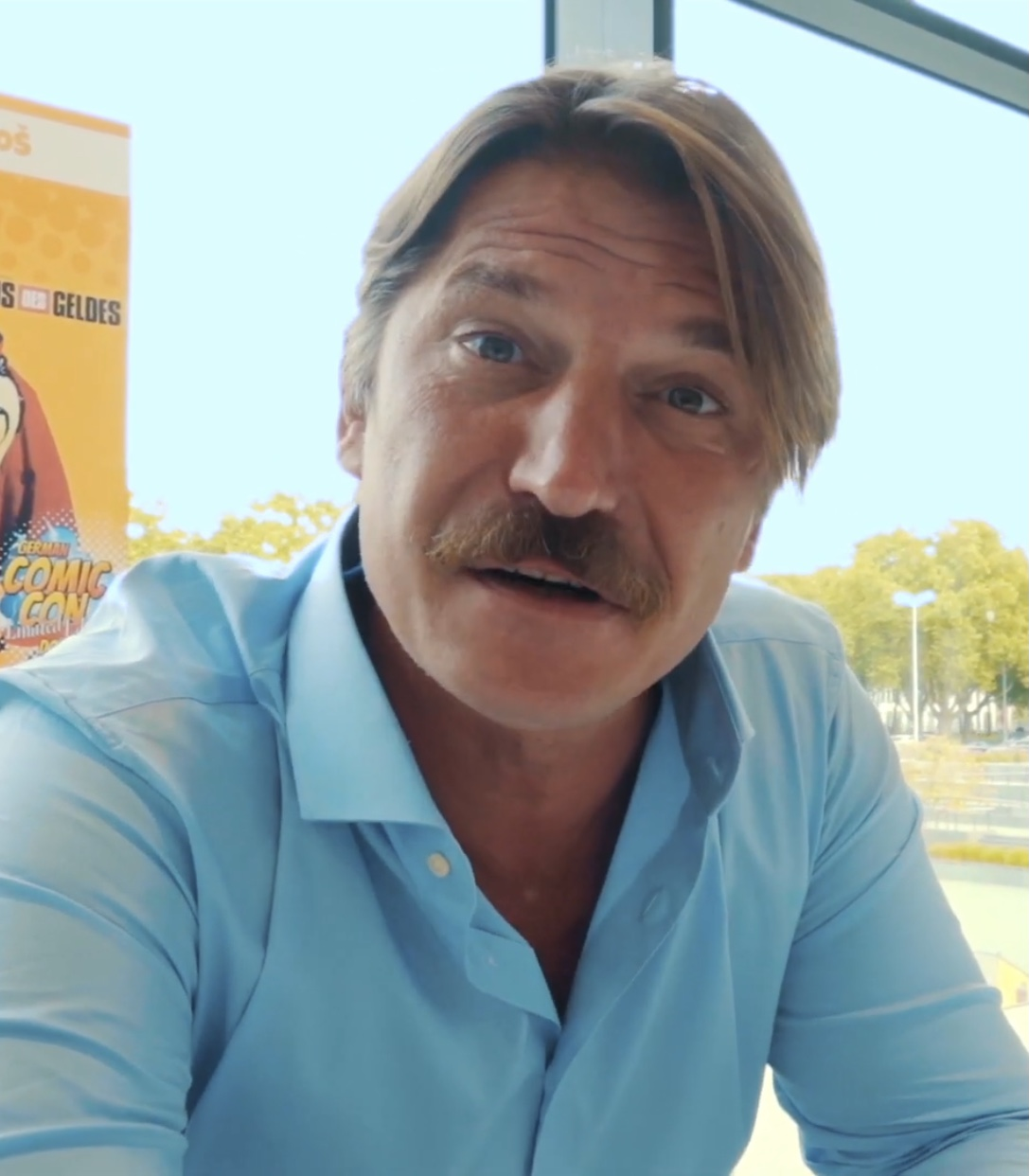
Luka Peroš en setembre de 2021

### Cinema
- Kanjon opasnih igara (1998), de Vladimir Tadej.
- The Hunting Party (2007), de Richard Shepard.
- Niciji sin (2008), de Arsen A. Ostojic.
- Suma summarum (2010), de Ivan-Goran Vitez.
- Menú degustació (2013), de Roger Gual.
- El niño (2014), de Daniel Monzón.
- Broj 55 (2014), de Kristijan Milic.
- Sweet Home (2015), de Rafa Martínez.
- Papillon (2017), de Michael Noer.
- L'arbre de la sang (2018), de Julio Medem.
- El fotògraf de Mauthausen (2018), de Mar Targarona.
- Mientras dure la guerra (2019), d'Alejandro Amenábar.
- Black Beach (2020), d'Esteban Crespo.
- El arte de volver (2020), de Pedro Collantes.

### Televisió
- Cuéntame como pasó (2001-present).
- Kommissarin Lucas (2003-present).
- Bitange i princeze (2005-present).
- La que se avecina (2007-).
- Dobre namjere (2007-2008).
- Zakon! (2009).
- Borgia (2011-2014).
- Mar de plástico (2015-2016).
- El incidente (2017).
- La casa de papel (2017-present).
- The Spanish Princess (2019-2020).
- Matadero (2019).